# Route nationale 788
Die Route nationale 788, kurz N 788 oder RN 788, war eine französische Nationalstraße, die von 1933 bis 1973 zwischen Brest und Saint-Pol-de-Léon verlief. Ihre Länge betrug 58 Kilometer. Vor 1933 war die Straße der Chemin de Grande Communication (Gc) 65 des Départements Finistère.